# Hans Eckstein
Hans Eckstein (15 december 1908 – 15 maart 1985) was een Duits waterpolospeler.
Eckstein nam als waterpoloër eenmaal deel aan de Olympische Spelen, in 1932. In dat jaar veroverde hij met het Duitse team zilver. Hij speelde een wedstrijd als keeper.
Emil Benecke · 
Otto Cordes · 
Hans Eckstein · 
Fritz Gunst · 
Erich Rademacher · 
Joachim Rademacher · 
Hans Schulze · 
Heiko Schwartz